# 14 دقيقة على البدء
14 دقيقة على البدء (بالروسية: Четырнадцать минут до старта) وتسمى أيضًا أؤمن يا أصدقاء (بالروسية: Я верю, друзья، نقحرة: يا ڤيريو دروزيا) هي أغنية سوفيتية روسية شهيرة ألفها أوسكار فيلتسمان في 1960 لكلمات فلاديمير فوينفيتش. كان فلاديمير تروشين أول مؤد لها. أصبحت الأغنية نشيدًا غير رسمي لبرنامج الفضاء السوفيتي، ورمزًا ملحوظًا في سباق الفضاء، وطُبعت في صحيفة برافدا مرتين، كما غناها رائدا الفضاء أندريان نيكولايف وبافل بوبوفيتش أثناء مهمة فوستوك 3.

## التأليف والشهرة
ألف فلاديمير فوينوفيتش الأغنية في خريف 1960، وكان مؤلفًا غير معروف نسبيًّا في ذلك الوقت، وألفها أثناء عمله في شبكة الإذاعة السوفيتية. في أواخر 1960 طلبت الحكومة السوفيتية أغنية لتكريم مهمة فوستوك-1، والتي كان من المخطط انطلاقها في منتصف 1961. في سيرته الذاتية، قال فوينوفيتش أنه كان المتطوع الوحيد من بين موظفي شبكة الإذاعة السوفيتية لكتابة كلمات الأغنية، وبمساعدة أوسكار فيلتسمان، اكتمل العمل على الأغنية في أقل من أسبوع من الطلب الحكومي. ووفقًا لفلاديمير تروشين، سُجلت الأغنية قبل ثلاثة أشهر من رحلة يوري جاجارين، أول رحلة فضاء بشرية.
سُجل مقطع فيديو للأغنية قبل أول رحلة بشرية إلى الفضاء، وبُثت أول مرة بعد الحدث مباشرة. وصلت الأغنية لأقصى شهرتها في صيف 1962، عندما غناها رائدا الفضاء أندريان نيكولايف وبافل بوبوفيتش أثناء مهمة فوستوك-3، كما غناها طاقم المهمة لدى استقبال نيكيتا خروتشوف لهم. كما أدى تروشين الأغنية في فيلم الخيال العلمي السوفيتي نحو الحلم الذي أنتج في 1963.
في الأعوام اللاحقة غنى الأغنية عدد كبير من المطربين مثل جيورج أوتس ,يوسف كوزبن ويوري فيسبور.

## الرقابة والنقد
أضيفت عدة تعديلات على كلمات الأغنية بعد إطلاقها. واحدة من أوائل التعديلات كان تغيير عبارة الكوكب الأزرق (بالروسية:Планета голубая، تُلفظ: بلانتا جالوبايا) إلى الكوكب العزيز (بالروسية: Планета дорогая، تُلفظ: بلانتا داراجايا)، جاء هذا التغيير سريعًا بعد تقديم طلب لوزارة الثقافة السوفيتية. ويظل سببه غير معروف.
في برنامج تلفزيوني، أخبر رائد الفضاء بافل بوبوفيتش، الذي امتدح الأغنية سابقًا، أوسكار فيلتسمان أن عبارة «دعونا ندخن قبل الإطلاق» هي عبارة غير صحيحة، إذ يُحظر على رواد الفضاء التدخين قبل الإطلاق. رد فليتسمان بعد سنوات قائلًا أنه طالما لا يخبر بوبوفيتش كيف يحلق بمركبة فضائية، فإنه [أي بوبوفيتش] ليس له الحق في أن يخبره كيف يكتب كلمات أغنية.

## الإرث
لم تنتشر الأغنية على نطاق واسع في الاتحاد السوفيتي قبل انطلاق فوستوك-1، لكنها أصبحت عنصرًا أساسيًّا ضمن الأعمال الموسيقية المتعلقة بالفضاء بعد ذلك. تحافظ الأغنية على شهرتها في روسيا، كما اشتق منها عدد من الأعمال الساخرة.
في زيارة لطلاب جامعة موسكو الحكومية في 2017، أدى الرئيس فلاديمير بوتين الأغنية مع الطلاب.
تكريمًا للذكرى الستين لرحلة يوري جاجارين إلى الفضاء، سجلت أوركسترا شرطة موسكو مقطع فيديو موسيقيًّا ضم أزياء وشقة بملامح العهد السوفيتي، كما أظهر المقطع مجموعة من التسجيلات التاريخية والقطع الأيقونية من سيرة أول رائد الفضاء الأول.